# François-Auguste Mignet
François-Auguste-Marie Mignet, född den 8 maj 1796 i Aix i Provence, död den 24 mars 1884 i Paris, var en fransk historiker.
Mignet knöt under sin studietid innerlig vänskapsförbindelse med Adolphe Thiers. Båda debuterade 1818 som advokater i Aix, men sysselsatte sig samtidigt och med större framgång med litterära, särskilt historiska, ämnen. Åren 1821–1830 var Mignet medarbetare i den liberala paristidningen "Courrier français" och fortsatte därjämte sina historiska forskningar. 
År 1824 utgav han sitt berömda arbete Histoire de la révolution francaise de 1789 à 1814 (2 band, många upplagor; svensk översättning "Franska revolutionens historia från år 1789 till år 1814", 1863). Mignet lämnar i detta verk inte en detaljerad skildring av revolutionens gång, utan en glänsande och kortfattad resumé, späckad med filosofiska slutledningar och avfattad med rätt utpräglat liberal tendens. 

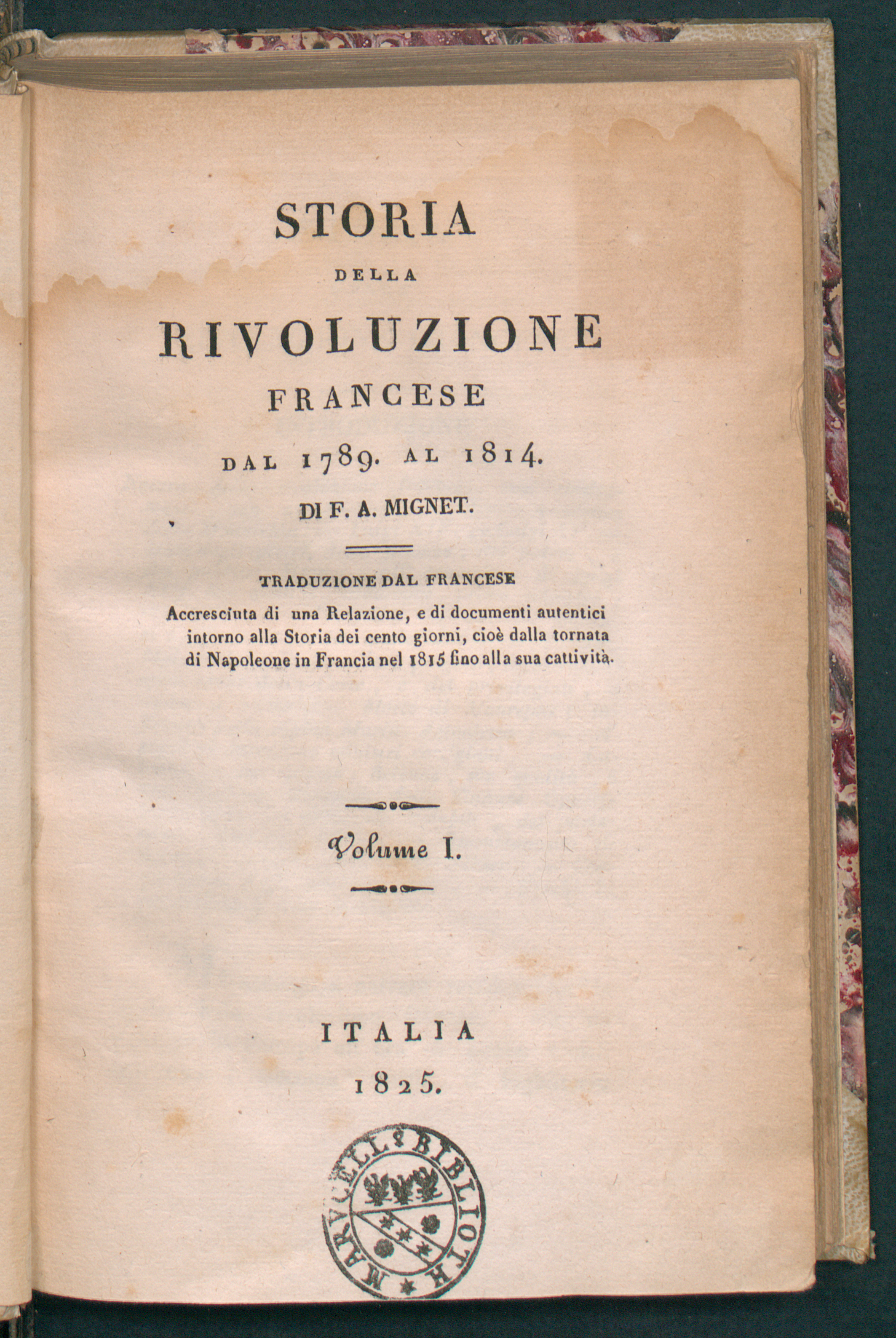
Histoire de la Révolution française depuis 1789 jusqu'en 1814

Mignet tillhör, liksom Guizot, den så kallade filosofiska skolan, som i historien gärna försummar berättandet och lägger huvudvikten på att ur de historiska tilldragelserna utleta de ledande idéerna. Den för en sådan skildring nära liggande faran att konstruera har Mignet inte helt lyckats undvika, och man har sagt, att han framställer för läsaren inte människor, utan idéer. 
I början av 1830 uppsatte Mignet jämte Thiers och Armand Carrel tidningen National. Efter julirevolutionen samma år utnämndes han till conseiller d'état och arkivarie i utrikesministeriet, vilken syssla han förlorade genom februarirevolutionen 1848. Efter 1830 sysselsatte han sig inte vidare med politiken. 
Mignet var sedan 1832 medlem av Académie des sciences morales et politiques, vars ständige sekreterare han blev 1837, samt sedan 1836 av Franska akademien. Hans biografiska minnestal och akademiberättelser var högt skattade och utgavs i flera samlingar. 
Av hans övriga arbeten märks: Histoire de Marie Stuart (2 band, 1851; "Maria Stuarts historia", 1864–65), Charles-Quint, son abdication et cetera (1854; 10:e upplagan 1882), Rivalité de François I et de Charles-Quint
(2 band, 1875) och den viktiga urkundssamlingen Négociations relatives à la succession d'Espagne (4 band, 1836–42). Under mer än 30 år var han sysselsatt med förberedelserna till en historia över reformationen.